# Oxythyrea funesta
Oxythyrea funesta es una especie de coleóptero de la familia Scarabaeidae, subfamilia Cetoniinae. Se distribuye por el Paleártico: Europa central y meridional, Canarias, Magreb y Oriente Medio. Es uno de los coleópteros visitantes de flores más frecuentes en la península ibérica.
Es un insecto fitófago que presenta generalmente irisaciones de color cobre y manchas blancas muy irregulares. Es muy abundante sobre flores de muchos tipos; con frecuencia destruye las yemas florales de las vides y los árboles frutales. La larva se alimenta de raíces. Al volar hace un ruido parecido al de la abeja.